# Sciuro-hypnum nelsonii
Sciuro-hypnum nelsonii là một loài Rêu trong họ Brachytheciaceae. Loài này được (Grout) Ochyra & Żarnowiec mô tả khoa học đầu tiên năm 2003.